# Losa del Obispo
Losa del Obispo è un comune spagnolo di 488 abitanti situato nella comunità autonoma Valenciana.